# Batalla de Lade (201 aC)
|  | Per a altres significats, vegeu «Batalla de Lade (494 aC)». |

La batalla de Lade va ser un enfrontament entre les flotes de  Rodes i Macedònia. La batalla, que va succeir l'any 201 aC, va formar part de la guerra cretenca, i va tenir lloc entre les costes de l'Àsia Menor i l'illa de Lade. Els macedonis van obtenir una gran victòria.